# Альварес, Лили
Элия Мария (Лили) Гонсалес-Альварес-и-Лопес-Чичери (исп. Elia María "Lili" González Álvarez y López Chicheri, в замужестве де ла Вальден, de la Valdène; 9 мая 1905, Рим, Италия — 8 июля 1998, Мадрид), известная также как Лили де Альварес — испанская теннисистка, журналистка и писательница. Вторая ракетка мира в 1927 и 1928 годах, победительница чемпионата Франции 1929 года в женском парном разряде, трёхкратная финалистка Уимблдонского турнира в одиночном разряде. Кавалер ордена Изабеллы Католической (1958).

## Личная жизнь
Элия Мария Альварес родилась в 1905 году в Риме в богатой буржуазной семье. Девочка росла в Швейцарии, Германии, Франции и Италии и получила хорошее образование. Любовь к спорту она унаследовала от отца и уже в 12 лет обыгрывала взрослых мужчин в карамболь.
В 1934 году Лили Альварес вышла замуж за французского аристократа, графа Жана де Гайяра де ла Вальдена. Их брак продолжался до 1939 года, когда Лили родила мёртвого мальчика. Вскоре после этого супруги расстались.
Проведя несколько лет в Аргентине и Лондоне как журналистка, после развода Альварес вернулась в Испанию и проживала там до самой смерти. В июле 1958 года она была награждена орденом Изабеллы Католической, а в 1998 году, через несколько дней после её смерти, было принято решение о её награждении золотой медалью «За спортивные заслуги».

## Спортивная карьера
Основные достижения игровой карьеры Лили Альварес приходятся на середину 1920-х годов, когда её активная игра и способность наносить удары по мячу с лёта или на подъёме после отскока были новинкой для женского тенниса (что одновременно часто оборачивалось грубыми ошибками с её стороны). На Олимпийских играх в Париже, где они с Росой Торрес были первыми в истории испанками на олимпийском теннисном турнире, Альварес стала четвертьфиналисткой в одиночном и смешанном парном разряде. Через два года она вышла в финал Уимблдонского турнира в одиночном разряде, где в отсутствие чемпионки прошлых лет Сюзанн Ленглен имела реальный шанс завоевать титул. В финальном матче с британской теннисисткой Кэтлин Маккейн, на котором присутствовали король и королева Испании, Альварес была близка к тому, чтобы повести в третьем, решающем, сете 4-1 по геймам, но в итоге проиграла этот сет со счётом 6-3. В следующие два года она ещё дважды становилась финалисткой на Уимблдоне, оба раза проигрывая молодой американке Хелен Уиллз. Счёт их первого финала — 6-2, 6-4 в пользу Уиллз — не отражал накала борьбы, поскольку равная игра шла за каждое очко: в частности, в одном из геймов, который Уиллз выиграла всухую, было сделано около сорока ударов. Финал 1928 года был менее равным, поскольку Альварес была истощена тяжёлой дорогой к нему, в том числе матчем второго круга, где она была в одном очке от поражения от Филлис Ковелл. По итогам 1926 года она заняла в ежегодном рейтинге сильнейших теннисисток мира третье место, а в 1927 и 1928 годах поднялась до второго.
Одновременно с успехами на Уимблдоне Альварес также уверенно выступала в турнирах, проводящихся на грунтовых кортах. В 1927 году в паре с Биллом Тилденом она дошла до финала чемпионата Франции в миксте, где они уступили местной паре Маргарит Брокди/Жан Боротра. В 1929 году Альварес завоевала титул чемпионки Франции в женском парном разряде, где компанию ей составила нидерландская теннисистка Кеа (Корнелия) Бауман, а ещё через год стала абсолютной чемпионкой Италии, победив там во всех трёх разрядах. В 1930 и 1931 годах она доходила до полуфинала чемпионата Франции в одиночном разряде, ещё дважды обеспечив себе попадание в десятку сильнейших теннисисток мира по итогам сезона (оба раза на восьмом месте). По два раза Альварес также становилась чемпионкой Испании в одиночном разряде и женских парах — соответственно, в 1929 и 1940 и в 1941 и 1942 годах.
Всегда элегантная и женственная Альварес была одной из законодательниц мод в женском теннисе. Особенно смелым шагом стало в 1931 году появление на Уимблдонском турнире в разделённой на две половины белой юбке работы дизайнера Эльзы Скиапарелли. Эта форма, шокировавшая консервативную теннисную публику, в дальнейшем стала прототипом современных женских шорт. Альварес несколько раз отвергала предложения последовать примеру Сюзанн Ленглен и присоединиться к профессиональному теннисному туру, до конца карьеры оставаясь любительницей.
Помимо тенниса, Лили Альварес также активно занималась другими видами спорта. В 1924 году она стала чемпионкой Каталонии в автомобильных гонках, а в 1941 году, по окончании гражданской войны, выиграла чемпионат Испании по горным лыжам, которого затем была лишена решением судейской комиссии, отдавшей титул чемпиона лыжнику-мужчине. В том же году она была пожизненно дисквалифицирована Федерацией тенниса Испании за публичные выступления, «порочащие Испанию». Хотя дисквалификация была отменена уже на следующий год, вскоре после этого, в возрасте 36 лет, Альварес решила завершить выступления.

## Финалы турниров Большого шлема за карьеру

### Одиночный разряд (0-3)
| Результат | Год  | Турнир                  | Покрытие | Соперница в финале | Счёт в финале |
| --------- | ---- | ----------------------- | -------- | ------------------ | ------------- |
| Поражение | 1926 | Уимблдонский турнир     | Трава    | Кэтлин Маккейн     | 2-6, 6-4, 3-6 |
| Поражение | 1927 | Уимблдонский турнир (2) | Трава    | Хелен Уиллз        | 2-6, 4-6      |
| Поражение | 1928 | Уимблдонский турнир (3) | Трава    | Хелен Уиллз        | 2-6, 3-6      |

### Женский парный разряд (1-0)
| Результат | Год  | Турнир            | Покрытие | Партнёрша  | Соперницы в финале    | Счёт в финале |
| --------- | ---- | ----------------- | -------- | ---------- | --------------------- | ------------- |
| Победа    | 1929 | Чемпионат Франции | Грунт    | Кеа Бауман | Алида Нив Бобби Хейне | 7-5, 6-3      |

### Смешанный парный разряд (0-1)
| Результат | Год  | Турнир            | Покрытие | Партнёр     | Соперники в финале          | Счёт в финале |
| --------- | ---- | ----------------- | -------- | ----------- | --------------------------- | ------------- |
| Поражение | 1927 | Чемпионат Франции | Грунт    | Билл Тилден | Маргарит Брокди Жан Боротра | 4-6, 6-2, 2-6 |

## Журналистика, литература, общественная деятельность
Уже в 1927 году была издана на английском языке книга Лили Альварес «Современный лаун-теннис» (англ. Modern lawn tennis). В этом же году началось её сотрудничество с английской газетой Daily Mail, для которой в дальнейшем Альварес освещала, среди прочего, работу Учредительного собрания и избрание кортесов в 1931 году и события гражданской войны в 1937—1939 годах. Она также писала статьи для ведущей аргентинской газеты La Nación.
Начиная с 1940-х годов Альварес полностью посвятила себя публицистике и литературной деятельности, в своих работах выступая как христианка и феминистка. В 1946 году опубликована её книга «Полнота жизни» (исп. Plenitus), а в 1951 году созданный при активном участии Альварес Испано-американский женский конгресс выпустил её работу «Битва за женственность» (исп. La battle femenidad). Вопрос роли спорта в духовном развитии человека раскрывается в её работе 1958 года «Спорт и жизненная сила» (исп. El deporte y la vitalidad en el hombre). Она подвергала жёсткой критике различные аспекты «псевдоспорта» как социального явления. В 1960-е годы Альварес, всю спортивную карьеру игравшая как любительница, резко критиковала формальный характер «любительского» тенниса, не соответствовавшего изменившимся реалиям спортивной жизни. Этой теме были в частности посвящены серия её статей в газете ABC в 1967 году и вышедшая на следующий год книга «Миф о любительском спорте» (исп. El mito del amateurismo). Среди других работ Альварес — «Чужая земля» (исп. En tierra extraña, 1956), «Секуляризм и цельность» (исп. El seglarismo y su integridad, 1959), «Феминизм и духовность» (исп. Feminismo y espiritualidad, 1964) и «Прожитая жизнь» (исп. La vida vivida, 1989), в основном посвящённые месту и проблемам религиозных женщин в современном, преимущественно светском, обществе.